# Polska Partia Narodowa
De Poolse Nationale Partij (PPN) (Pools: Polska Partia Narodowa) is een extreemrechtse Poolse splinterpartij, die in 2004 werd opgericht door Leszek Bubel, voormalig voorzitter van de Poolse Partij van Vrienden van het Bier (PPPP) en in de jaren 1991-1993 parlementslid namens deze partij. Bubel omschrijft zichzelf als "de voornaamste antisemiet van Polen". De partij is onder meer:
- tegen het Poolse lidmaatschap van de Europese Unie en de NAVO;
- voor nationalisme, elitarisme en panslavisme;
- tegen communisme, fascisme, zionisme, antipolonisme en globalisering;
- tegen de conclusies van het Tweede Vaticaans Concilie;
- tegen de "notoire verachting door de joden van de Poolse minderheid";
- tegen emigratie naar Polen en cultuurvermenging;
- voor herinvoering van de doodstraf.[2]

De Europese verkiezingen van 2004 waren de eerste verkiezingen waaraan door de PPN werd deelgenomen. De partij behaalde 0,04% en kwam daarmee op de laatste plaats van de 21 kieslijsten. Bij de parlementsverkiezingen van 2005 kreeg de partij 0,29% van de stemmen en behaalde geen zetels in de Sejm en de Senaat. In datzelfde jaar kreeg Leszek Bubel 18.828 stemmen (0,13%) in de presidentsverkiezingen. Hierna is door de PPN niet meer aan verkiezingen deelgenomen.
In 2008 verscheen er op YouTube een liedje getiteld Longinus Zerwimycka, waarin Bubel de draak stak met de Joden en dat talrijke protesten opriep. Dit was het begin van de Leszek Bubel Band, die nationalistische en antisemitische liedjes in disco polo-stijl uitbrengt, die als bijlage worden weggegeven bij door Bubel zelf geredigeerde tijdschriften.
Er staat in Polen ook een andere partij geregistreerd onder de naam Nationale Partij (SN), die hetzelfde bestuur heeft als de PPN. Overigens moet de Poolse Nationale Partij niet verward worden met de Poolse Onafhankelijkheidspartij, die actief was in de jaren 1985-1992 en dezelfde afkorting hanteerde.